# Manto Fossae
Manto Fossae zijn smalle depressies op de planeet Venus. De Manto Fossae werden in 1991 genoemd naar Mato, godin uit de  Griekse mythologie.
De fossae hebben een diameter van 536 kilometer en bevinden zich in de quadrangles Fortuna Tessera (V-2) en Meskhent Tessera (V-3).